# 42e session du Comité du patrimoine mondial
La 42e session du Comité du patrimoine mondial s'est déroulée du 24 juin au 4 juillet 2018 à Manama, Bahreïn.

## Participants
Le bureau du Comité est, pour la session, constitué des pays suivants :
- Présidence : Bahreïn
- Vice-présidence : Azerbaïdjan, Brésil, Chine, Espagne, Zimbabwe
- Rapporteur : Hongrie
- Membres : Angola, Australie, Bosnie-Herzégovine, Burkina Faso, Cuba, Guatemala, Indonésie, Koweït, Kirghizistan, Norvège, Ouganda, Saint-Christophe-et-Niévès, Tanzanie, Tunisie

## Patrimoine mondial

### Inscriptions
19 nouveaux biens sont inscrits au patrimoine mondial : treize culturels, trois naturels et trois mixtes.
Dans le tableau ci-dessous, les graphies des biens sont celles données par l'UNESCO.
| Id.  | Bien                                                             | Pays            | Superficie (ha) | Critères et notes | Coordonnées | Illus. |
| ---- | ---------------------------------------------------------------- | --------------- | --------------- | --- | --- | ------ |
| 1575 | Montagnes de Barberton Makhonjwa                                 | Afrique du Sud  | 113,137         | Naturel, (viii) | 25° 58′ 08″ S, 31° 00′ 50″ E |        |
| 1470 | Cathédrale de Naumbourg                                          | Allemagne       | 1,82            | Culturel, (i), (ii) | 51° 09′ 18″ N, 11° 48′ 14″ E |        |
| 1553 | Ensemble archéologique frontalier de Hedeby et du Danevirke      | Allemagne       | 227,55          | Culturel, (iii), (iv) Comprend 22 éléments distincts | 54° 38′ 28″ N, 9° 35′ 02″ E |        |
| 1563 | Oasis d'Al-Ahsa, un paysage culturel en évolution                | Arabie saoudite | 8 544           | Culturel, (iii), (iv), (v) Le bien comprends 12 sites distincts. | 25° 25′ 44″ N, 49° 37′ 19″ E |        |
| 1415 | Pimachiowin Aki                                                  | Canada          | 2 904 000       | Mixte, (iii), (vi), (ix) | 51° 49′ 34″ N, 95° 24′ 40″ O |        |
| 1559 | Fanjingshan                                                      | Chine           | 40 275          | Naturel, (x) | 27° 53′ 42″ N, 108° 40′ 48″ E |        |
| 1174 | Parc national de Chiribiquete – « La Maloca du jaguar »          | Colombie        | 2 782 354       | Mixte, (iii), (ix), (x) | 0° 42′ 04″ N, 72° 48′ 18″ O |        |
| 1562 | Sansa, monastères bouddhistes de montagne en Corée               | Corée du Sud    | 55,43           | Culturel, (iii) Comprend 7 sites : Tongdosa (en), Buseoksa, Bongjeongsa, Beopjusa, Magoksa, Seonamsa (en), Daeheungsa (en) | 35° 29′ 17″ N, 129° 03′ 58″ E 36° 59′ 56″ N, 128° 41′ 17″ E 36° 39′ 11″ N, 128° 39′ 47″ E 36° 32′ 31″ N, 127° 49′ 59″ E 36° 33′ 32″ N, 127° 00′ 43″ E 34° 59′ 46″ N, 127° 19′ 52″ E 34° 28′ 34″ N, 126° 37′ 01″ E                       |        |
| 1557 | Aasivissuit-Nipisat. Terres de chasse inuites entre mer et glace | Danemark        | 417 800         | Culturel, (v) | 67° 03′ 36″ N, 51° 25′ 48″ O |        |
| 1560 | Ville califale de Medina Azahara                                 | Espagne         | 111             | Culturel, (iii), (iv) | 37° 53′ 10″ N, 4° 52′ 05″ O |        |
| 1434 | Haut lieu tectonique Chaîne des Puys - faille de Limagne         | France          | 24 223          | Naturel, (viii) | 45° 46′ 19″ N, 2° 57′ 58″ E |        |
| 1480 | Ensembles néo-gothique victorien et Art déco de Mumbai           | Inde            | 66,34           | Culturel, (ii), (iv) | 18° 55′ 48″ N, 72° 49′ 48″ E |        |
| 1568 | Paysage archéologique sassanide de la région du Fars             | Iran            | 639,3           | Culturel, (ii), (iii), (v) 8 sites : Qaleh Dokhtar, relief de l'investiture d'Ardachir (en), relief de la victoire d'Ardashir, Ardashir Khurreh (en), palais d'Ardachir (Firouzabad), cité de Bishapour et éléments liés, grotte de Shapour (en) (Bishapour), palais de Sarvestan (en) (Sarvestan) | 28° 55′ 16″ N, 52° 31′ 48″ E 28° 55′ 01″ N, 52° 32′ 13″ E 28° 54′ 36″ N, 52° 32′ 28″ E 28° 51′ 07″ N, 52° 31′ 59″ E 28° 53′ 53″ N, 52° 32′ 20″ E 29° 46′ 37″ N, 51° 34′ 12″ E 29° 48′ 25″ N, 51° 36′ 47″ E 29° 11′ 46″ N, 53° 13′ 52″ E |        |
| 1538 | Ivrée, cité industrielle du XXe siècle                           | Italie          | 52,37           | Culturel, (iv) | 45° 27′ 25″ N, 7° 52′ 16″ E |        |
| 1495 | Sites chrétiens cachés de la région de Nagasaki                  | Japon           | 5 566,55        | Culturel, (iii) 12 sites distincts | 32° 44′ 42″ N, 129° 52′ 26″ E |        |
| 1450 | Site archéologique de Thimlich Ohinga                            | Kenya           | 21              | Culturel, (iii), (iv), (v) | 0° 10′ 01″ S, 37° 08′ 02″ E |        |
| 1534 | Vallée de Tehuacán-Cuicatlán : habitat originel de Méso-Amérique | Mexique         | 145 255,2       | Mixte, (iv), (x) 3 sites : Zapotitlán (es) - Cuicatlán, San Juan Raya (es), Purrón (es) | 17° 59′ 24″ N, 97° 11′ 13″ O 18° 18′ 04″ N, 97° 35′ 17″ O 18° 12′ 00″ N, 97° 07′ 08″ O |        |
| 1537 | Cité ancienne de Qalhât                                          | Oman            | 75,82           | Culturel, (ii), (iii) | 22° 41′ 38″ N, 59° 22′ 30″ E |        |
| 1572 | Göbekli Tepe                                                     | Turquie         | 126             | Culturel, (i), (ii), (iv) | 37° 13′ 23″ N, 38° 55′ 23″ E |        |

### Extensions
Les limites du bien suivant, déjà inscrit au patrimoine mondial, sont étendues de façon significative.
| Id. | Bien                  | Pays   | Superficie (ha) | Critères et notes                                                         | Coordonnées                   | Illus. |
| --- | --------------------- | ------ | --------------- | ------------------------------------------------------------------------- | ----------------------------- | ------ |
| 766 | Sikhote-Aline central | Russie | 1 566 818       | Naturel, (x) Inscrit en 2001, extension à la vallée de la rivière Bikine. | 46° 40′ 59″ N, 136° 39′ 40″ E |        |

### Patrimoine en péril

#### Ajout
Un bien est inscrit sur la liste du patrimoine mondial en péril.
| Id. | Bien                           | Pays  | Notes | Coordonnées                 | Illus. |
| --- | ------------------------------ | ----- | --- | --------------------------- | ------ |
| 801 | Parcs nationaux du Lac Turkana | Kenya | Inscrit en 1997, en péril principalement à cause de l'impact du barrage éthiopien Gibe III sur le débit et l'écosystème du lac. | 3° 03′ 04″ N, 36° 30′ 14″ E |        |

#### Retrait
| Id. | Bien                                                 | Pays   | Notes | Coordonnées                  | Illus. |
| --- | ---------------------------------------------------- | ------ | --- | ---------------------------- | ------ |
| 764 | Réseau de réserves du récif de la barrière du Belize | Belize | Le bien était sur la liste du patrimoine mondial en péril depuis 2009 en raison de la destruction des mangroves et des écosystèmes marins, de l'extraction de pétrole offshore et du développement de projets de constructions non durables. Il en est retiré gràce aux mesures prises par le pays, en particulier un moratoire sur l'exploitation pétrolière. | 16° 49′ 23″ N, 87° 47′ 28″ O |        |

### Ajournements
L'examen de huit proposition est ajournée et reconduite à une date ultérieure,.
| Bien                                                                           | Pays               | Notes | Coordonnées                   | Illus. |
| ------------------------------------------------------------------------------ | ------------------ | --- | ----------------------------- | ------ |
| Les sites funéraires et mémoriels de la Première Guerre mondiale (Front Ouest) | Belgique, France   | Examen ajourné afin de mener une réflexion sur l'inscription des sites associés à des conflits récents et la valorisation du patrimoine négatif. Finalement inscrit en 2023.           | 51° 01′ 26″ N, 2° 42′ 14″ E   |        |
| Colonies de bienfaisance                                                       | Belgique, Pays-Bas | Proposition renvoyée à la Belgique et aux Pays-Bas afin de mieux justifier les sites sélectionnés. Bien inscrit en 2021.                                                               | 51° 23′ 56″ N, 4° 49′ 26″ E   |        |
| Monuments et sites historiques de l'ancienne Quanzhou (Zayton)                 | Chine              | Proposition renvoyée à la Chine pour lui permettre de mieux justifier les critères, d'améliorer la gestion des sites et mieux décrire les limites. Bien inscrit en 2021.               | 24° 42′ 36″ N, 118° 26′ 38″ E |        |
| Ensemble urbain historique de Nîmes                                            | France             | Examen différé pour permettre la révision du dossier d'inscription. Seule la Maison carrée est finalement inscrite en 2023.                                                            | 43° 50′ 17″ N, 4° 21′ 22″ E   |        |
| Aire protégée d'Arasbaran                                                      | Iran               | Examen différé, le Comité estimant que la valeur universelle exceptionnelle du site n'est pas établie.                                                                                 | 38° 59′ N, 46° 56′ E          |        |
| Collines du Prosecco de Conegliano et Valdobbiadene                            | Italie             | Proposition renvoyée à l'Italie afin de mieux la redéfinir. Bien inscrit en 2019. | 45° 57′ 11″ N, 12° 13′ 34″ E  |        |
| Paysage minier de Roșia Montană                                                | Roumanie           | La Roumanie demande le renvoi de l'examen en raison d'un arbitrage international (sur l'exploitation de la mine par la firme canadienne Gabriel Resources (en)). Bien inscrit en 2021. | 46° 18′ 22″ N, 23° 07′ 52″ E  |        |
| Žatec – la ville des houblons                                                  | Tchéquie           | Examen différé pour permettre à la Tchéquie d'approfondir le dossier d'inscription. Bien inscrit en 2023.                                                                              | 50° 19′ 12″ N, 13° 37′ 12″ E  |        |